# Alaksandr Krynicki
Alaksandr Krynicki, ros. Александр Иванович Криницкий (ur. 28 sierpnia?/9 września 1894 w Twerze, zm. 30 października 1937 w Moskwie) – radziecki polityk, I sekretarz Komunistycznej Partii (bolszewików) Białorusi. 
Od 1915 roku był członkiem SDPRR(b). Studiował na Uniwersytecie Moskiewskim, z którego go relegowano za działalność partyjną. W latach 1919–21 I sekretarz komitetu saratowskiego partii. 
W 1924 roku pełnił funkcję I sekretarza KP(b)B. Od 16 maja 1924 do 13 stycznia 1925 członek KC KP(b)U, 1927-1928 kierownik Wydziału Propagandy i Agitacji KC WKP(b), 1928-1929 kierownik Wydziału Propagandy, Agitacji i Prasy KC WKP(b), 1929-1930 I sekretarz Zakaukaskiego Krajowego Komitetu WKP(b), 1930-1934 członek Prezydium Centralnej Komisji Kontroli Partyjnej WKP(b), 1930-1935 członek kolegium redakcyjnego pisma "Bolszewik", 1932-1934 zastępca ludowego komisarza rolnictwa ZSRR, 1932-1934 zastępca kierownika Wydziału Rolnego KC WKP(b). Od 10 lutego 1934 do 12 października 1937 kandydat na członka KC WKP(b). 20 lipca 1937 aresztowany przez NKWD, 29 października 1937 skazany na śmierć i następnego dnia rozstrzelany. Rehabilitowany w 1956.